# 地球最終戦争ロボット・ウォーズ
『地球最終戦争ロボット・ウォーズ』（原題: Robot Wars)は、1993年4月28日全米公開のアメリカ合衆国の映画。

## 概要
映画『ロボ・ジョックス』のスタッフ陣により製作された、実写特撮による巨大ロボット映画の第2弾。
本国アメリカでは『Robot Jox 2: Robot Wars』のタイトルで公開されたこともあるとのことであるが（英語版ウィキペディア、IMdbほか参照）、ストーリー・作品世界・登場人物とも『ロボ・ジョックス』とは繋がっていない別作品である。
また、大戦争後の荒廃した世界が舞台ではあるが、邦題にある「最終戦争」らしき場面は全くない。
キャスト面では、『ロボ・ジョックス』でマツモト博士を演じたダニー・カメコナが悪役で出演している。
日本では劇場公開されず、DVD発売による初リリースとなった。

## ストーリー
「メガロボット」と呼ばれる巨大ロボットたちが激突した戦争の後、荒廃した2041年の世界。「セントロ」と呼ばれる組織のゲリラ活動はあるものの、サソリ型のメガロボット「マラス2」はクリスタル・ヴィスタと呼ばれる街への観光客を運ぶ任務についていた。しかし、マラス2を視察に来ていたアジア同盟のワー・リー将軍が、乗客もろともマラス2をジャックしてしまう。
マラス2のパイロットだったノース連盟のドレイク大尉と部下のスタンピー、乗客だった考古学者のリーダは、クリスタル・ヴィスタの地下に眠る人型メガロボット「メガ1」を発見し、将軍の操縦するマラス2に立ち向かう。

## 製作会社
- 製作：フルムーン・エンタテインメント
- 特撮：デイヴィッド・アレン・プロダクション

## スタッフ
- 監督：アルバート・バンド
- 製作、ストーリー：チャールズ・バンド
- 脚本：ジャクソン・バー
- ラインプロデューサー：キース・S・ペイソン
- 音楽
  - 作曲・編曲・プロデュース：デイヴィッド・アーカンストーン
  - オーケストレイション：コスティア・エフィモフ
  - レコーディング：ダニエル・チェイス
  - 演奏：ランサンブル・メイラーンジ・オブ・ミルウォーキー
- 撮影：アドルフォ・バルトリ
- 編集：マーガレット＝アン・スミス
- キャスティング：ペリー・ブリントン、ロバート・マクドナルド
- プロダクションデザイン：ミロ
- 衣装デザイン：マーク・ブリッジス
- 美術：ゲイ・ペレロ
- 音響効果：ロジャー・メンデ、ウィリアム・ミングス
- 特殊効果(内装コックピット構築)：グレッグ・アロノウィッツ、ロブ・シャーウッド
- 視覚効果
  - 視覚効果スーパーヴァイザー：デイヴィッド・アレン
  - ストップモーション骨組み：ヤンシー・キャルゼイダ
  - 追加ストップモーション：ジム・ダンフォース
  - ストップモーション・アニメイター：クリス・エンディコット
  - 光学効果スーパーヴァイザー：リンダ・オウバリル
  - 視覚効果クルー：ジョン・ヴィンセント
- スタント：チノ・ビナモ(スタント・コーディネイター)、ケニー・エンドーソ、ジェフ・イマダ
- 第1助監督：エリック・B・シンドン、ダグ・アーニオコスキ
- 第2助監督：ニック・ケリス、ウェイン・ギー
- カメラオペレーター：アルド・アントネッリ
- 第1アシスタントカメラ：スコット・ミドルトン
- 第2アシスタントカメラ：ジェシカ・ベローネ・ダルタヴィラ
- ビデオアシスト・オペレーター：デイヴィッド・ブレット・イージェン
- 電気技師：ブレット・ネレム
- 照明：ヴァンス・トゥラッセル
- 編集アシスタント：シェリル・シュレシンガー
- 会計アシスタント：マイケル・ヴァスキューズ
- 操り人形師：ブレット・B・ホワイト、スコット・ウーダード

## キャスト
- ドレイク大尉(パイロット)：ドン・マイケル・ポール
- リーダ(考古学者)：バーバラ・クランプトン
- スタンピー：ジェイムズ・ステイリー
- アニー：リサ・リナ
- ワー・リー将軍：ダニー・カメコナ
- チョウ・シン：ユウジ・オクモト
- プランケット中尉：J・ダウニング
- ルーニー：ピーター・ハスケル
- プリチャード中尉：サム・スカーバー
- ボウルズ：スティーヴ・イースティン
- セントロのリーダー：ピーター・マーク・ヴァスキューズ
- セントロのボス：ジュアン・ガルシア
- 技術者：バーク・バーンズ
- 保安係員：キース・S・ペイソン
- 乗客1：パメラ・デニス・ウィーヴァー
- 乗客2：リー・マグナソン
- 乗客3：マーティン・L・カールトン
- 機器の声：エリック・B・シンドン
- 銃を持ったセントロ：ブレック・グレイアム、ベンジャミン・サイツァー

## 映像商品
- 日本では、2001年6月22日にDVDが発売された。発売元：(株)クリエイティブアクザ、販売元：パイオニアLDC(株)、品番：PIBF-7163、JANコード：4988102621919、税込定価4,935円。アメリカ版予告編とメイキング映像(12分20秒)を収録、日本語吹替音声は未収録、画面は従来型TVと同じ縦横比3:4のスタンダードサイズとなっている。

## 音楽商品
- 1993年、アメリカのムーンストーン・レコーズより、オリジナル・サウンドトラック盤CDが発売された。収録時間(CDプレイヤー実測値)：54分21秒、全16曲。品番：28096-5102-2、バーコード：728096510226。Amazon.com等で入手可能。英語版ウィキペディアの“Robot Wars (soundtrack)”に記事有。

## 関連事項・関連作品
- ロボ・ジョックス

## トリヴィア
- 監督のアルバート・バンドは息子のチャールズ・バンドと共同監督した作品が多く、本作もそのつもりでいたところ、チャールズが雲隠れしてしまったため、独りで監督をやる羽目になったという(DVDに収録のメイキング映像のインタビューより)。
- 日本盤DVDパッケージの背文字部分の上には、なぜか別の映画『ジャンクウォーズ2035』の巨大ロボットの写真が載っている。なお、実はその『ジャンクウォーズ2035』のロボットに頭部を付けたものが本作の「メガ1」として使われている。